# Omorgus squamosus
Omorgus squamosus es una especie de escarabajo del género Omorgus, familia Trogidae. Fue descrita científicamente por MacLeay en 1872.
Esta especie se encuentra en Nueva Gales del Sur, Queensland, Papúa Nueva Guinea.